# Кропив'янка товстодзьоба
Кропи́в'янка товстодзьоба (Curruca crassirostris) — вид горобцеподібних птахів родини кропив'янкових (Sylviidae). Мешкає на Балканах, в Західній і Центральній Азії. В Україні рідкісний залітний вид. Товстодзьоба кропив'янка раніше вважалася конспецифічною зі співочою кропив'янкою, однак була визнана окремим видом.

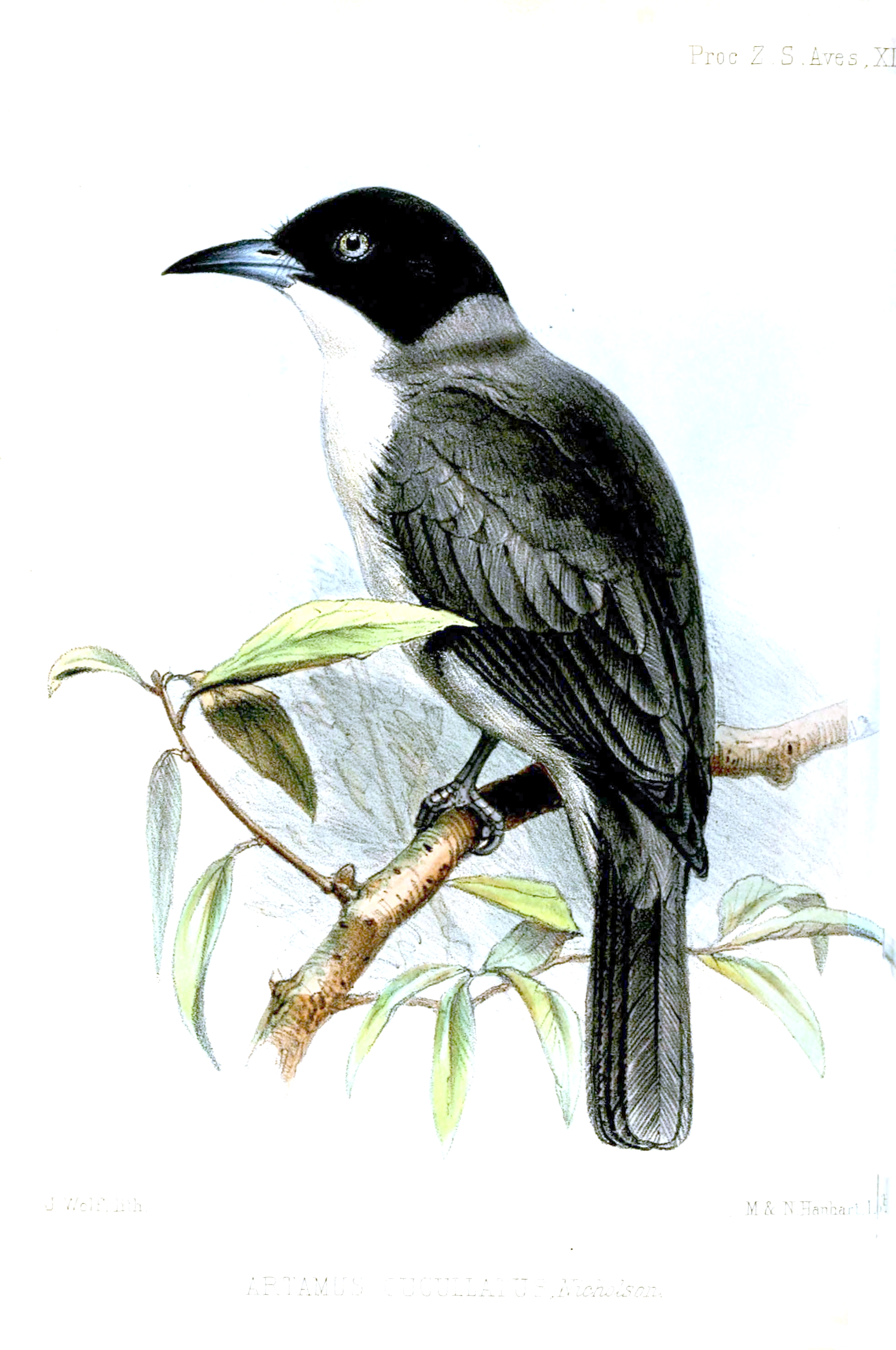
Товстодзьоба кропив'янка (підвид C. c. jerdoni)

Товстодзьоба кропив'янка

## Опис
Довжина птаха становить 15-16,6 см. Дзьоб довгий, загострений, лапи чорні. У самців верхня частина тіла сіра, хвіст прямий, крайні стернові пера білі, нижня частина тіла білувата. Голова темно-сіра, на обличчі чорна "маска", горло біле. Райдужки світло-жовті. У самиць голова більш світла, оливково-сіра, скроні і обличчя у них також темні. Нижня частина тіла піщана, боки коричнюваті. Райдужки темні. У молодих птахів у віці до 1 року забарвлення подібне до забарвлення самиць, однак "маска" на обличчі у них менш виражена, голова світла-сіра, скроні і нижня частина тіла більш коричнюваті, гузка світло-сіра.
Загалом товстодзьобі кропив'янки є дуже схожими на співочих кропив'янок, однак верхня верхня частина голови у них більш темна, верхня частина тіла більш сіра. нижня частина тіла більш біла, а нижні покривні пера мають темну середину, що надає гузці плямистого вигляду. Крім того, дзьоб у товстодзьобих кропив'янок довший і більш міцний. Товстодзьобі кропив'янки мають більш різноманітний і мелодійний спів, схожий на пісню західного соловейка.

## Підвиди
Виділяють три підвиди:
- C. c. crassirostris (Cretzschmar, 1830) — від Словенії до Туреччини, Закавказзя і Леванта;
- C. c. balchanica (Zarudny & Bilkevitch, 1918) — від північного Ірака до південно-східного Туркменістана і південно-східного Ірана;
- C. c. jerdoni Blyth, 1847 — від південного Казахстана до Афганістана і Пакистана.

## Поширення і екологія
Товстодзьобі кропив'янки гніздяться в Східному Середземномор'ї, Західній і Центральній Азії. Взимку вони мігрують на південь до Судана, Ефіопії, Еритреї, на Аравійський півострів та на півострів Індостан. Вони живуть у відкритих широколисятих лісах, рідколіссях і чагарникових заростях, на висоті до 3000 м над рівнем моря. Живляться комахами та іншими безхребетними. Гніздяться на деревах або в чагарниках, в кладці 2-3 яйця.